# Темирбеков, Иржан Кульжанович
Иржан Кульжанович Темирбеков — советский хозяйственный, государственный и политический деятель.

## Биография
Родился в 1914 году в Актюбинской области. Член КПСС.
Участник Великой Отечественной войны, на Западном фронте, на Воронежском фронте, на Центральном фронте, участвовал в битве на Курской дуге, сражении под Можайском, освобождении Праги, освобождении Западной Украины, взятии Берлина. С 1946 года — на хозяйственной, общественной и политической работе. В 1946—1978 гг. — старший, главный агроном, директор Чистовского совхоза Северо-Казахстанской области, директор Боровского лесного техникума.
Избирался депутатом Верховного Совета СССР 5-го созыва.
Умер в Щучинске в 1987 году.